# Brahim Hadjadj
Pour les articles homonymes, voir Hadjadj (homonymie).

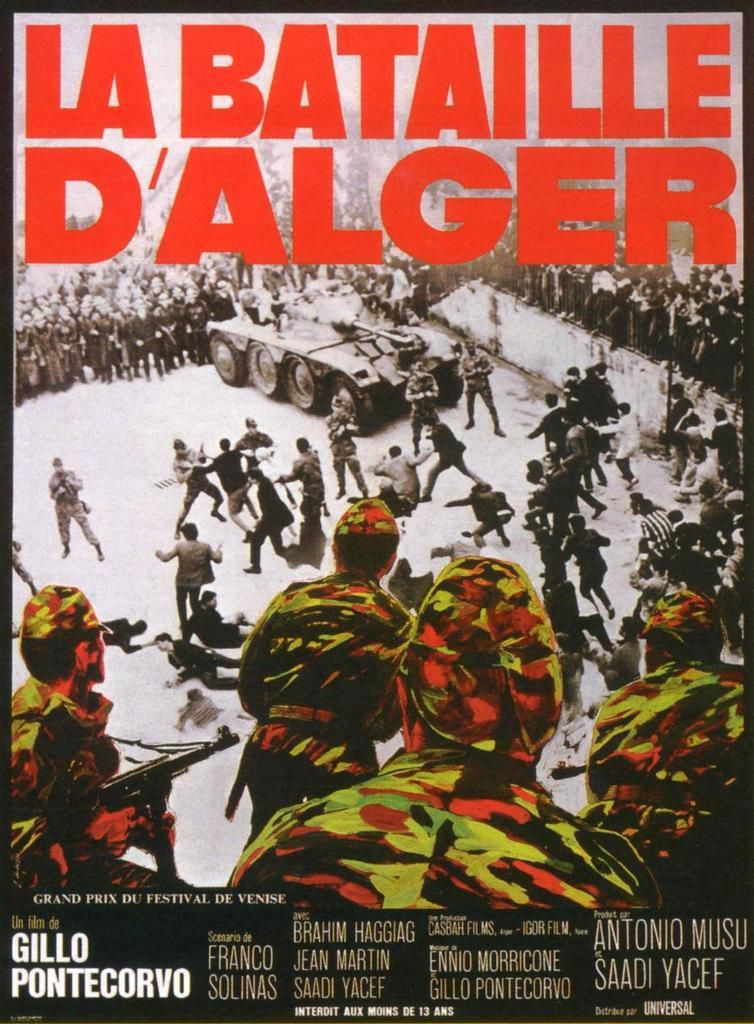
L'affiche du film La Bataille d'Alger de Gillo Pontecorvo (1966)

Brahim Hadjadj (en arabe : إبراهيم حجاج), né le 31 janvier 1934 à Médéa en Algérie et décédé le 8 mars 1996 à Alger, est un acteur algérien.

## Biographie
La carrière cinématographique de Brahim Hadjadj commence avec le film La Bataille d'Alger (1966), réalisé par l'Italien Gillo Pontecorvo. L'acteur de 32 ans y tiens le premier rôle, celui du héros révolutionnaire algérien Ali la Pointe (1930-1957), connu dans l'imaginaire populaire sous le pseudonyme "Ali La Pointe" qu'il portait durant sa période de lutte contre l'armée coloniale française, décédé lors du bombardement de leur cachette de la Casbah par les colonisateurs français. Le film, basé sur des faits réels, raconte l'attaque de la Casbah d'Alger fief de la résistance et des révolutionnaires, très importante dans le processus qui a conduit l'Algérie à son indépendance, dont Yacef Saâdi (1928-2021), figure de proue historique, a participé à l'écriture du scénario et à la production, joue son véritable personnage dans le film.
Initialement interdit en France, la première sortie du film sur les écrans français date de 1970 et s'accompagne de nombreuses menaces et pressions, allant jusqu'à des attentats perpétrés contre des salles de cinéma. La torture utilisée par l'armée française et montrée dans le film fut l'une des raisons de sa censure jusqu'en 2004, date à laquelle il est finalement montré au Festival de Cannes… Le film recevra, entre autres, le Lion d'Or à la Mostra de Venise en 1966, Gillo Pontecorvo recevra un Oscars du cinéma du meilleur réalisateur en 1979…. La diffusion de «La Bataille d'Alger » deviendra alors planétaire. Selon le classement établi par Sight & Sound, revue de cinéma du British Film Institute, La Bataille d'Alger est classé 48ème sur les 50 meilleurs films de tous les temps. Le film sert de modèle d'instruction théorique dans les écoles militaires et techniques, pour comprendre la logique la guérilla en milieu urbain,.
Dans ce succès planétaire, Brahim Hadjadj devient le visage rayonnant de l'Algérie. Une Algérie séculaire, mais jeune nation indépendante comme son héros et ses aspirations de liberté « Un seul héros, le peuple », fief des pays non alignés à l'impérialisme, et «Mecque » des révolutionnaires comme Che Guevara, Nelson Mandela, Black Panther Party et bien d'autres… Brahim Hadjadj devient l'acteur numéro un en Algérie, et un des premiers du monde Arabe. Dans l'esprit de tous les Algériens il est l'incarnation de Ali la Pointe. L'acteur, dont la prestation colle parfaitement au personnage dans un un film qui révèle en images des exactions de l'armée française, invisibles auparavant, censurées par les médias de français, que ces derniers qualifiaient fallacieusement de « campagnes de pacification » outrepassant le droit international : tortures, massacres arbitraires, utilisation du Napalm dans les villages etc. Brahim Hadjadj devient en pleine sixties, le héro qui transcende sa condition en passant de gars de la rue à héro populaire se levant face à l'injustice, au colonialisme et impérialisme, le rebelle glamour icone de toute une jeunesse à l'internationale, arabe de surcroit, qui croit qu'un monde plus égalitaire est possible,.
Il existe tout une mythologie autour de l'attribution du rôle de Ali la Pointe à de Brahim Hadjadj. La plus plausible et plus simple c'est qu'il collé parfaitement au personnage lors des essais pendant le casting. D'autres racontent que le réalisateur Gillo Pontecorvo attablé à la terrasse du café "Tantonville" dans la capitale algérienne, voit passer par hasard Hadjadj et  lui propose le rôle. Il avait rencontré Ali Ammar, le vrai "Ali la Pointe", et vit immédiatement la compatibilité des deux personnages. De plus le type "Latin" de Brahim, aurai permis une meilleure "accroche" sur le héro de la part du public étranger. Dans ces suppositions,  le plus important c'est que Gillo Pontecorvo a trouvé le naturel, la spontanéité et la grâce qu'il cherchait en Brahim, le brun ténébreux, pour son film de cinéma réalité qu'il voulait au plus proche du documentaire. Dans le documentaire "Marxist Poetry: The Making of The Battle of Algiers", sortie en 2004, on peut voir le réalisateur mimer toutes les séquences à Hadjadj avant les prises.
Brahim Hadjadj n'avait aucune formation dramatique et un niveau d'études scolaire basique. Il a trente ans, traînant son insouciance dans les rues de la Casbah et de la capitale nouvellement indépendante, comme les autres jeunes hommes de cette époque. Son passage de l'ombre à la lumière après La Bataille d'Alger fût fulgurant. Pas ou peu préparé, ni encadré, il se retrouve traqué par la presse, assaillit de questions, qui selon lui, dépassaient son niveau culturel. Les gens intéressés affluent vers lui, les belles femmes aussi. Tout en étant un objet de convoitise, l'acteur dépassé par son nouveau statut, vit toujours comme avant, au jour le jour.
Selon la rumeur le réalisateur aurait voulu emmener Brahim Hadjadj en Italie pour y poursuivre sa carrière cinématographique. Cependant, Brahim Hadjadj semblait tout désigné pour jouer le rôle du révolutionnaire anticolonial José Dolores Estrada Valdo dans le film historique Queimada en 1969 du même Gillo Pontecorvo. Hadjadj, alors sans agent pour manager sa carrière, peu ponctuel, fait naitre des sérieux doutes dans la société de production qui le considère comme risqué, peu rigoureux pour un projet aussi conséquent. Brahim injoignable, le rôle fût attribué à l'acteur colombien Evaristo Márquez qui partagea l'affiche avec la légende Marlon Brando. Brahim Hadjadj continue sa carrière au gré des propositions qui lui sont faites, dont Luchino Visconti en 1967 dans L'Étranger, en 1969 dans L'Opium et le Bâton de Ahmed Rachedi, dans le rôle de Omar, en 1971 dans Patrouille À L'Est de Amar Laskri, en 1974 dans Le Doigt Dans l'Engrenage de Ahmed Rachedi, en 1975 dans le culte Chronique Des Années De Braise de Mohammed Lakhdar-Hamina (Palme d'Or au Festival de Cannes1975), en 1986 il est Si Omar dans Les Folles Années Du Twist de Mahmoud Zemmouri...

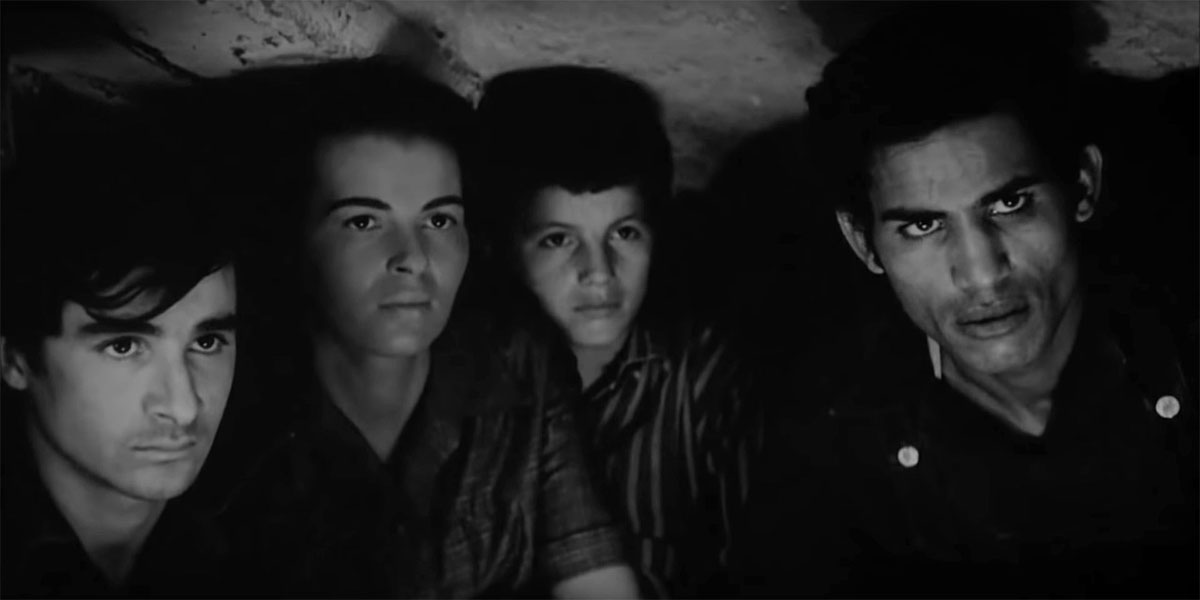
Abderrahmane Brahimi, Fouzia El Kader, Mohamed Ben Kassen et Brahim Hadjadj (Ali La Pointe), dans le film La Bataille d'Alger (1966)

Dans les années 90, en pleine Décennie noire, les attentats à la bombe se multiplient à Alger et à travers le pays, la culture n'est plus une priorité pour les institutions, et bon nombre d'intellectuels, de journalistes et d'artistes, menacés, fuient le pays. Les dernières années de la vie de Brahim Hadjadj, en banlieue de la capitale algérienne, dans le quartier de Cherarba, sont difficiles. On diagnostique à Hadjadj une tumeur au cerveau. Le temps de réunir les fonds pour l'envoyer à l'étranger pour y être opéré, il décède le 8 mars 1996 à Alger.
Des années plus tard, le visage et le nom de Brahim Hadjadj sont toujours profondément gravé dans a mémoire collective des Algériens et des cinéphiles à travers le monde qui louent sa prestation dans La Bataille d'Alger, notamment dans de nombreux vlogs Youtube et podcasts spécialisés dans le cinéma. Dans le documentaire bonus « Five Directors On The Battle of Algiers », sorti en 2004 dans la réédition restauré du DVD de La Bataille d'Alger, Oliver Stone, Spike Lee, Steven Soderbergh, Mira Nair et Julian Schnabel saluent la performance de Brahim Hadjadj et expliquent comment le film Gillo Pontecorvo à influencé leur propre travail et leur carrières.

## Filmographie
- 1966 : La Bataille d'Alger de Gillo Pontecorvo : Ali la Pointe
- 1967 : L'Étranger de Luchino Visconti : Un arabe
- 1968 : Les Hors-la loi de Tewfik Fares
- 1969 : L'Opium et le Bâton d'Ahmed Rachedi : Omar
- 1971 : Patrouille à l'est d'Amar Laskri
- 1974 : Le Doigt dans l'engrenage d'Ahmed Rachedi
- 1975 : Chronique des années de braise de Mohammed Lakhdar-Hamina
- 1982 : L'Empire des rêves de Jean-Pierre Lledo
- 1986 : Les Folles Années du twist de Mahmoud Zemmouri : Si Omar